# 眞木準
眞木 準（まき じゅん、1948年10月20日 - 2009年6月22日）は日本のコピーライター。愛知県知多市出身。慶應義塾大学経済学部卒業。

## 生涯
1971年に博報堂に入社。同社の制作室クリエイティブチームに在籍し、全日空やサントリー、キヤノンなどの企業の広告コピーを12年に渡って書き続けた。
1983年に博報堂を退社し、フリーに転じた後は伊勢丹、資生堂、三陽商会などの企業のコピーを手掛ける一方で、1988年に朝日新聞社から刊行された週刊誌『AERA』のネーミング考案などにも携わった。特に伊勢丹のキャンペーン広告は、博報堂在籍時の1978年から手掛けていたが、1984年からは前任者で同じくコピーライターの土屋耕一から引き継ぐ形で、長期間にわたり同キャンペーン広告のコピーを担当した（土屋も1989年まで同キャンペーンのコピーを担当していた）。
東京コピーライターズクラブ副会長、コピーライター養成講座の副校長を歴任。（１つ上の仲畑貴志は会長・校長）
2009年6月22日、急性心筋梗塞症を発症し、東京都内の病院にて逝去。60歳没。

## 人物
主に駄洒落タイプのコピーが多かったことで知られる。眞木がコピーを書き始めた1970年代当時、こうした駄洒落コピーに対する評価は冷ややかだったが、これを全日空、伊勢丹、サントリーなどの広告に積極的に用い（眞木自身はこれを「ダジャレではなくオシャレ」と言っていた）、駄洒落コピーのスタイルをつくりあげたことで知られる。しかしその一方で、多くの亜流も生んだ。
また自身がネーミング考案に携わった「AERA」の、風刺の一行コピーの選任者の中にも本人がその名を連ねてもいた。
1983年 全日空リゾートピア沖縄キャンペーン・イメージソングの『高気圧ガール』は眞木が考えたコマーシャルコピー『高気圧ガール』をそのままタイトルに採用している。

## 著書
- 胸からジャック。心にささる一行メッセージのつくりかた。（大和書房）
- ひとつ上のプレゼン。（インプレス）
- ひとつ上のアイディア。（同上）
- ひとつ上のチーム。（同上）
- 一語一絵（宣伝会議）
- 眞木準コピー新発売（六耀社）
- 例(れー)のない遠(とー)い国（TOTO出版）※トイレの絵本シリーズ

## 有名なキャッチコピー
- トースト娘ができあがる。（全日空）
- タキシード・ボディ、流行。（同上）
- でっかいどお。北海道。（同上）
- 裸一貫、マックロネシア人。（同上）
- おぉきぃなぁワッ。（同上）
- 高気圧ガール（同上）
- 十歳にして愛を知った。（ライオン事務器・ライオンファイル）
- うちの息子は厳父と岳父の違いも知らない、愚息だ。（同上）
- クーソーは頭のコヤシです。（ナムコ）
- クーソーしてから寝てください。（同上）
- 飲む時は、ただの人。（サントリー・ホワイト）
- あんたも発展途上人。（同上）
- 都会でボケーション。（サントリー・カンパリソーダ）
- 100円避暑地。（サントリー・マリンクラブ）
- 私の主食は、レタスと恋とカンビールね。（サントリー・CANビール）
- カンビールのおかわりと新しい恋は、お近くのあの人と。（同上）
- カンビールの空カンと破れた恋は、お近くの屑カゴへ。（同上）
- 働けば働くほどビールは、うまくなる。（サントリー・バドワイザー）
- こんばん和。（サントリー・膳）
- あとは待つ竹。（同上）
- 男が、ネタンデルタール。女性がHOTする（味の素ゼネラルフーヅ）
- 夢国籍でいこう。（伊藤忠テクノサイエンス）
- イマ人を刺激する。（TDK・ビデオテープ）※アンディ・ウォーホルがCMに出演。
- ボーヤハント。（日本ビクター・ムービー）
- メリノはケケケの王様です。（国際羊毛事務局・ウールドレスシャツ）
- 女性の前で、いきなりシャツ一枚になれますか。（同上）
- ネクタイ労働は甘くない。（伊勢丹）
- ハッピーエンド始まる。（同上）
- 運力が強い。（同上）
- 幸服を買う。（同上）
- 口笛でタクシーをとめる服。（同上）
- グラマー民族の大移動。（同上）
- ミニきませんか。（同上）
- ワラワ、新しい古いタイプです。（同上）
- ダイエットには、甘い恋を。（同上）
- 恋が着せ、愛が脱がせる。（同上）
- 恋を何年、休んでますか。（同上）※このコピーは2001年10月～12月にTBS系で放映されたドラマのタイトルにも採用されている。
- 目を閉じても見える人。（同上）
- 何人まで愛せるか。（同上）
- 四十才は二度目のハタチ。（同上）
- カワイアン・ガール。（同上）
- ラガーを2つ買おう。（キリンビール）
- 湾岸スキーヤー、生まれる。（三井不動産・SSAWS）
- 両輪で生きる。（HONDA）
- 恋愛仕様。（HONDA・S-MX）
- ホンダ買うボーイ。（HONDA・CR-V）
- 恋さえあれば、愛などいらない。（三陽商会・バーバリー）※吉川ひなのがイメージキャラクターをつとめた。
- きょ年の服では、恋もできない。（同上）
- 失恋は、何度やっても、やめられない。（同上）
- 好き、という字は女の子。（同上）
- ラブはラフに着る。（同上）
- 二十世紀で最後の恋かも。（同上）
- 就職は、結婚ではなく、恋愛です。（同上）
- 結婚は、21世紀でいいわよ。（同上）
- ワンモアビジン。（資生堂・プラウディア）

他多数。